# Límcovka polokulovitá
Límcovka polokulovitá (Stropharia semiglobata) je druh houby z čeledi límcovkovité (Strophariaceae).

## Znaky
Klobouk dorůstá 1–5 cm v průměru. Během vývoje přechází z oblého na polokulovitý. Pokožka je slizká, lesklá, šedožlutá až žlutavá, někdy i nazelenalá.
Lupeny jsou široké, na klobouku řídce uspořádané, u třeně přirostlé. Barvu mají šedoolivovou až černohnědou. Výtrusný prach je fialovohnědý.
Třeň je bleděžlutý, lepkavý, válcovitý, 2–12 cm vysoký, 0,2–0,7 cm široký. Na sobě má blanitý, pomíjivý prsten.
Dužnina je drobivá, žlutavá, s moučnou vůní a mírnou chutí.

## Užití
Nejedlý druh.

## Ekologie
Tento druh houby najdeme od května do listopadu na buďto hnojených místech, nebo přímo na jelením, koňském či kravském trusu.

## Rozšíření
Druh byl pozorován v Evropě, Americe, jižní Austrálii, střední Asii, Japonsku, střední Africe, a na Novém Zélandu.

## Galerie

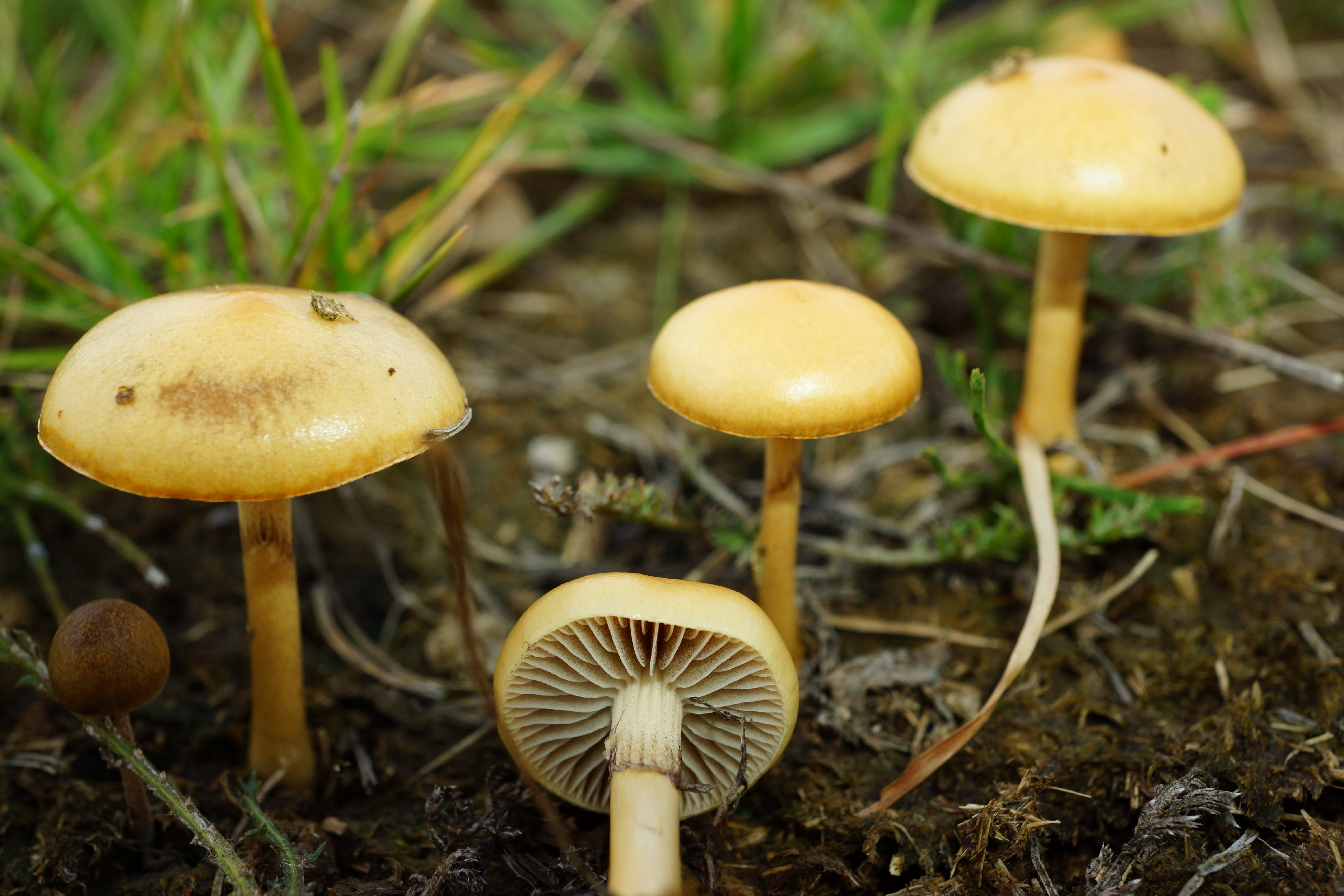
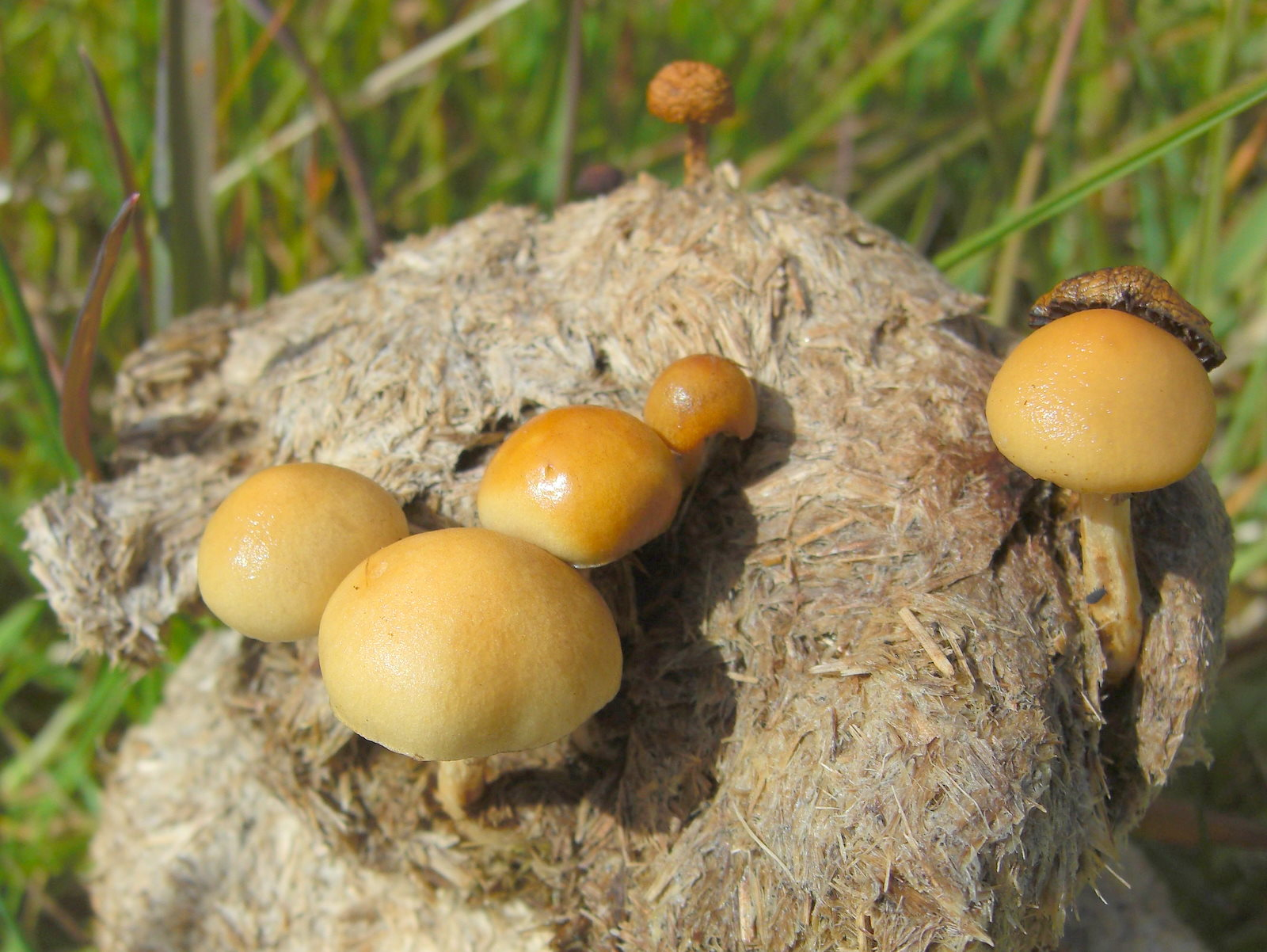
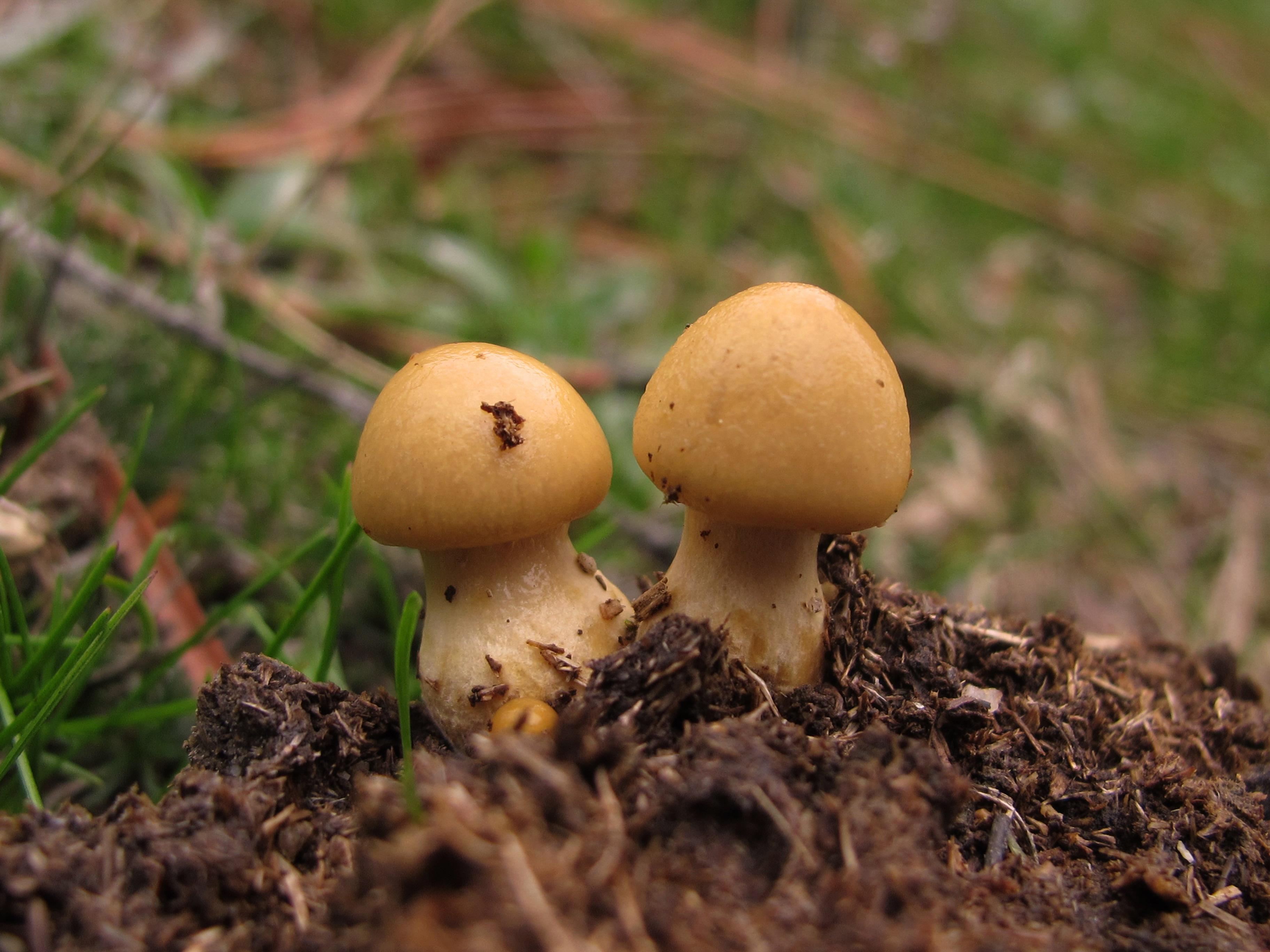
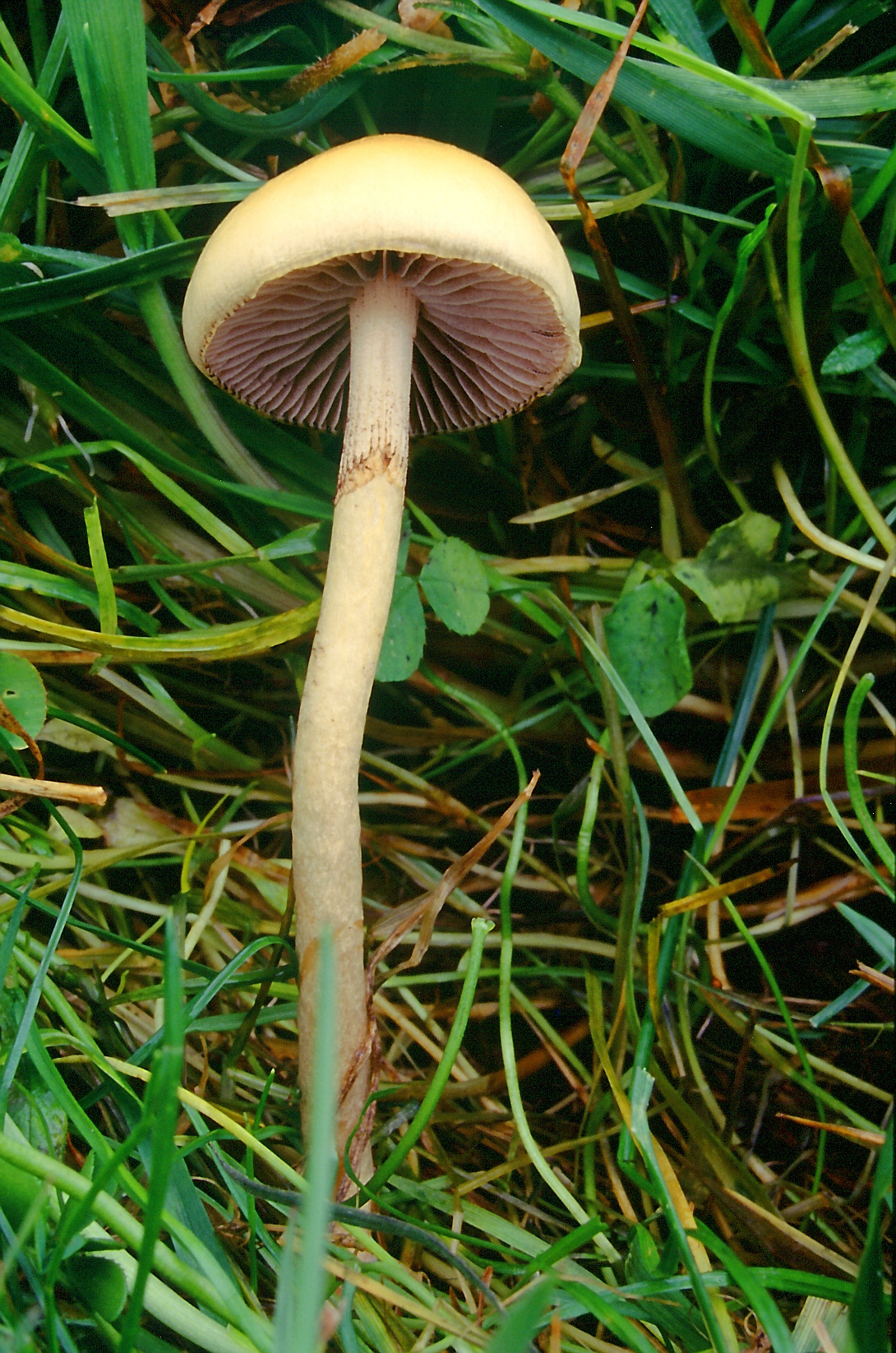
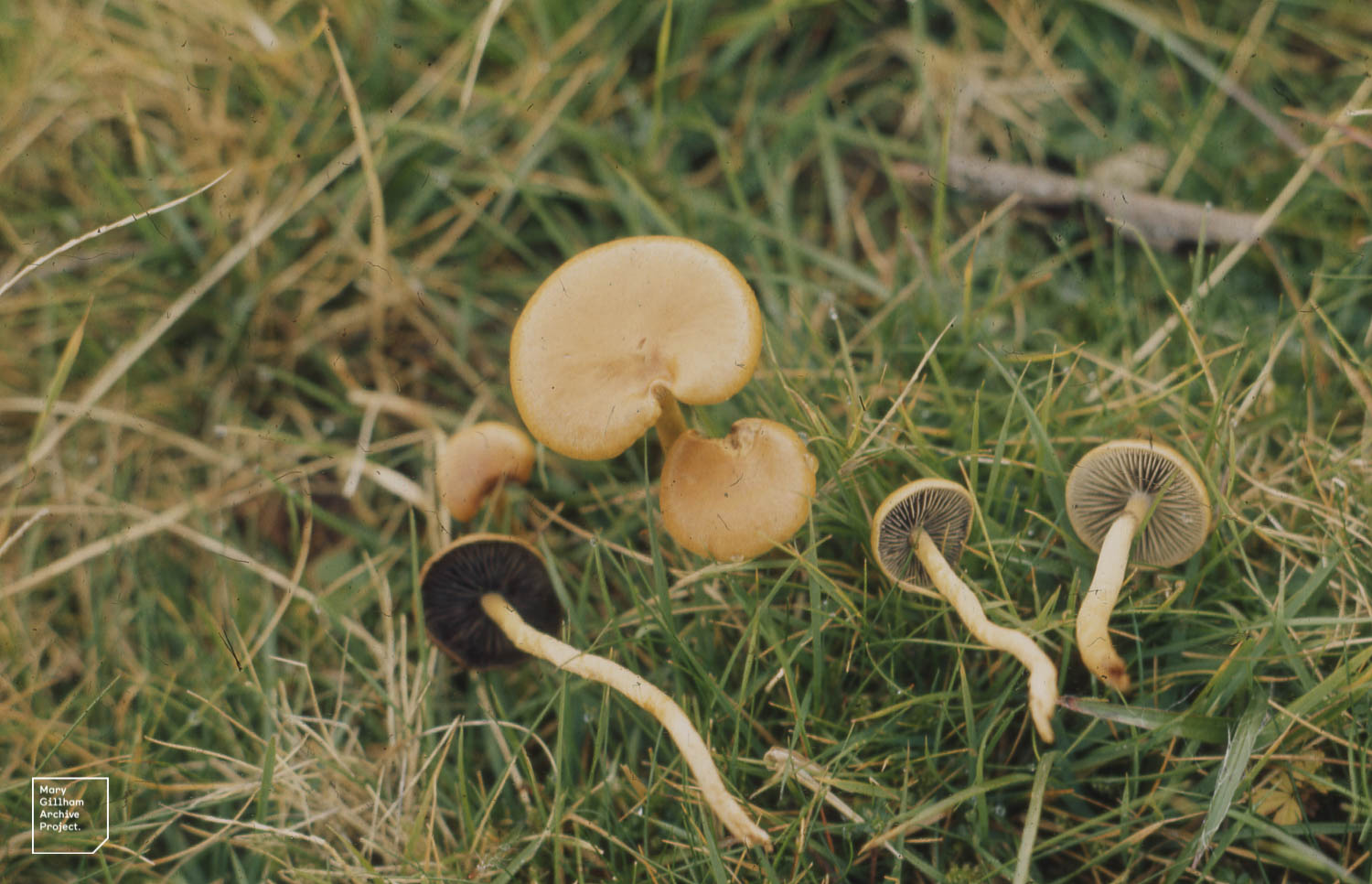

## Možnost záměny
Spolu s límcovkou polokulovitou roste na výkalech řada dalších tomuto druhu velmi podobných límcovek, které nelze bez odbornějšího pozorování dobře rozlišit (např. límcovka losí).